# 健軍町停留場

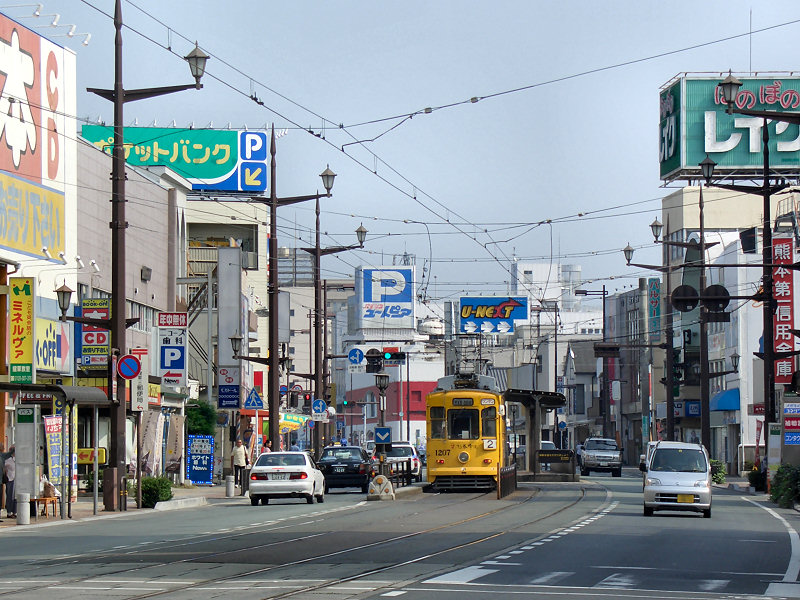
電車站周邊（2006年9月）

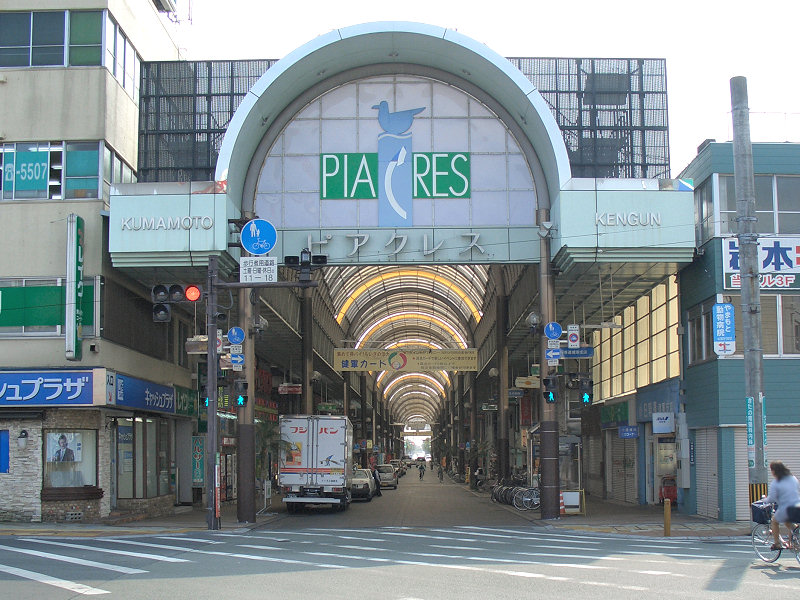
健軍商店街

健軍町停留場（日语：／ Kengunmachi teiryūjō */?），又稱健軍町電車站，是位於熊本縣熊本市東區健軍三丁目和若葉一丁目，屬於熊本市交通局（熊本市電）健軍線（終點站）的電車站。車站編號為26。A系統和B系統皆在此站停靠。

## 歷史
- 1945年（昭和20年）5月6日 - 三菱工場前站啟用。
- 1947年（昭和22年）3月 - 電車站遷移，同時改名為健軍町停留場。
- 2010年（平成22年）- 乘車月台翻新。

## 電車站構造
此站設有2面2線的相對式低地台月台，分為下車月台和乘車月台，下車月台較狹窄。月台與路邊行人路之間設有行人過路處。乘車月台可讓輪椅人士使用。

### 運行系統
此站是健軍線的電車站，■A系統和■B系統會駛入此站。
| 月台 | 路線           | 上下行 | 方向                                                 |
| ---- | -------------- | ------ | ---------------------------------------------------- |
| 南邊 | ■A系統         | 上行   | 新水前寺站前、通町筋、辛島町、熊本站前、田崎橋方向   |
| 南邊 | ■B系統         | 上行   | 新水前寺站前、通町筋、辛島町、本妙寺入口、上熊本方向 |
| 北邊 | ■A系統、■B系統 | -      | 下車專用                                             |

## 使用狀況
在2015年度的一日平均乘車人次為3,542人。在熊本市交通局電車站最多乘車人次中排名第3。
| 年度   | 1日平均 乘車人次 | 1日平均 上下車人次 |
| ------ | ---------------- | ------------------ |
| 2011年 | 3,018            | 5,755              |
| 2012年 | 3,020            | 5,692              |
| 2013年 |                  | 5,977              |
| 2014年 | 3,446            | 6,577              |
| 2015年 | 3,542            | 6,704              |

## 電車站周邊
電車站附近設有大型拱廊商店街健軍商店街，周邊為住宅區。
- 陸上自衛隊健軍駐屯地（日语：健軍駐屯地）、自衛隊熊本醫院（日语：自衛隊病院）
- 熊本市立熊本市民醫院（日语：熊本市立熊本市民病院）
- 熊本縣立盲學校（日语：熊本県立盲学校）
- 熊本縣立第二高等學校（日语：熊本県立第二高等学校）
- 熊本縣立熊本聾學校（日语：熊本県立熊本聾学校）
- 熊本市立健軍東小學（日语：熊本市立健軍東小学校）
- 熊本市立東町中學（日语：熊本市立東町中学校）
- 東區公所
- 熊本健軍三丁目郵局
- 熊本縣綜合保健中心
- 熊本東警署（日语：熊本東警察署）
- Sunlive（日语：サンリブ）健軍店（健軍商店街內）
- 肥後銀行健軍分店
- 熊本銀行（日语：熊本銀行）健軍分店
- 熊本信用金庫（日语：熊本信用金庫）健軍分店
- 熊本第一信用金庫（日语：熊本第一信用金庫）健軍分店
- 水前寺江津湖公園（日语：水前寺江津湖公園）廣木地區
- EGAO（日语：えがお (企業)）總部

## 巴士路線

### 健軍電停前
| 巴士公司  | 路線      | 途經                                                                                     |
| --------- | --------- | ---------------------------------------------------------------------------------------- |
| 產交 巴士 | L4-1 S1-0 | 西部車廠 - 春日校前 - 櫻町巴士總站 - 味噌天神 - 熊商前 - 健軍電停前 - 小楠紀念館入口     |
| 產交 巴士 | L5-1      | 櫻町巴士總站 - 味噌天神 - 熊商前 - 健軍電停前 - 沼山津 - 御船                            |
| 產交 巴士 | L6-3 T2-1 | 小島產交 - 熊本站前 - 櫻町巴士總站 - 味噌天神 - 熊商前 - 健軍電停前 - 木山產交（益城町） |
| 都市 巴士 | L3-1      | 櫻町巴士總站 - 味噌天神前 - 熊商前 - 健軍電停前 - 東町團地 - 小峯營業所                  |
| 都市 巴士 | Y0-1 Y0-3 | 長嶺團地 - 日赤醫院前 - 東町團地 - 健軍電停前 - 健軍神社前 - 日赤醫院前 - 長嶺團地       |
| 都市 巴士 | Y1-4      | 託麻城市規劃中心前 - 長嶺團地 - 日赤醫院前 - 東町團地 - 健軍電停前 - 若葉小學前          |
| 都市 巴士 | Y2-1      | 小峯營業所 - 東町團地 - 健軍電停前 - 秋津小楠紀念館前                                    |
| 熊本 巴士 | K2-1      | 櫻町巴士總站 - 味噌天神 - 熊本縣廳前 - 健軍電停前 - 嘉島町役場 - AEON Mall熊本           |
| 熊本 巴士 | K2-3      | 櫻町巴士總站 - 味噌天神 - 熊本縣廳前 - 健軍電停前 - 嘉島町公所 - AEON Mall熊本 - 城南    |
| 熊本 巴士 | K2-4      | 櫻町巴士總站 - 味噌天神 - 熊本縣廳前 - 健軍電停前 - 御船町恐龍博物館前 - 甲佐            |
| 熊本 巴士 | K2-5      | 櫻町巴士總站 - 味噌天神 - 熊本縣廳前 - 健軍電停前 - 御船町恐龍博物館前 - 甲佐 - 砥用     |

### 健軍四角
| 運用      | 系統      | 路線                                                                                        |
| --------- | --------- | ------------------------------------------------------------------------------------------- |
| 產交 巴士 | K3-1 S4-1 | Aqua Dome - 熊本站前 - 櫻町巴士總站 - 味噌天神 - 自衛隊前 - 健軍四角 - 小楠紀念館入口       |
| 產交 巴士 | K3-1 S4-2 | 五丁 - 並立 - 熊本站前 - 櫻町巴士總站 - 味噌天神 - 自衛隊前 - 健軍四角 - 小楠紀念館入口     |
| 產交 巴士 | K3-1 S4-3 | 川口二丁 - 並立 - 熊本站前 - 櫻町巴士總站 - 味噌天神 - 自衛隊前 - 健軍四角 - 小楠紀念館入口 |
| 產交 巴士 | K3-1      | 五丁 - 小島產交 - 熊本站前 - 櫻町巴士總站 - 味噌天神 - 自衛隊前 - 健軍四角 - 小楠紀念館入口 |
| 產交 巴士 | K3-1      | 小島產交 - 春日校前 - 櫻町巴士總站 - 味噌天神 - 自衛隊前 - 健軍四角 - 小楠紀念館入口        |
| 產交 巴士 | K3-1      | 西部車廠 - 熊本站前 - 櫻町巴士總站 - 味噌天神 - 自衛隊前 - 健軍四角 - 小楠紀念館入口        |
| 產交 巴士 | K3-3 T1-1 | 小島產交 - 熊本站前 - 櫻町巴士總站 - 味噌天神 - 自衛隊前 - 健軍四角 - 小楠紀念館入口        |
| 產交 巴士 | K3-3 T1-2 | 五丁 - 小島產交 - 熊本站前 - 櫻町巴士總站 - 味噌天神 - 自衛隊前 - 健軍四角 - 木山產交       |
| 產交 巴士 | K3-3 T3-0 | 西部車庫 - 熊本站前 - 櫻町巴士總站 - 味噌天神 - 自衛隊前 - 健軍四角 - 木山產交              |
| 產交 巴士 | S4-3      | 川口二丁 - 並立 - 熊本站前 - 櫻町巴士總站 - 味噌天神 - 自衛隊前 - 健軍四角 - 木山產交       |
| 產交 巴士 | L4-1 S1-0 | 西部車庫 - 春日校前 - 櫻町巴士總站 - 味噌天神 - 熊商前 - 健軍四角 - 小楠紀念館入口          |

## 相鄰電車站
熊本市交通局
■A系統、■B系統（健軍線）
健軍交番前（25）－健軍町（26）

## 注腳
1. ↑   (PDF).   [2017-08-25]. （原始内容 (PDF)存档于2017-08-25） （日语）.
2. ↑  国土数値情報(駅別乗降客数データ)  （页面存档备份，存于）（日語） - 國土交通省，2018年3月27日參閲
3. ↑   （页面存档备份，存于）（日語） - 九州運輸要覧，2018年3月26日參閲
4. ↑   （页面存档备份，存于）（日語） - 九州運輸要覧，2018年3月26日參閲
5. ↑   （页面存档备份，存于）（日語） - 九州運輸要覧，2018年3月26日參閲
6. ↑   （页面存档备份，存于）（日語） - 九州運輸要覧，2018年3月26日參閲

## 外部連結
- 熊本市交通局 （页面存档备份，存于）（日語）